# Crisis Core: Final Fantasy VII
Crisis Core: Final Fantasy VII (яп. ク ラ イ シ ス コ ア - フ ァ イ ナ ル フ ァ ン タ ジ ー) — японська рольова відеогра для портативної консолі PlayStation Portable, розроблена і випущена в 2007 році компанією Square Enix. Є безпосереднім приквелом відеоігри Final Fantasy VII. Входить до компіляції Final Fantasy VII, яку складають ігри, фільми і книги, об'єднані спільним вигаданим всесвітом.
Сюжет охоплює сім років перед подіями Final Fantasy VII. Головним героєм виступає згадуваний в ній персонаж, член спецпідрозділу «SOLDIER» Зак Фейр, друг Клауда Страйфа. Протягом своєї кар'єри він виконує різні місії та зустрічає багатьох персонажів оригінальної гри, в тому числі Клауда, Аеріс і Сефірота. Попри низку суперечностей з оригінальною грою, Crisis Core доповнює її сюжет і пояснює деякі моменти, недосказані чи неясні в оригіналі.

## Ігровий процес
Керований гравцем персонаж переміщується локаціями, зустрічається з різними героями і вступає в бої з противниками. Весь ігровий процес відбувається від третьої особи з можливістю змінювати кут огляду по горизонталі. На відміну від Final Fantasy VII, ігровий персонаж всього один — Зак. Карти світу немає. Окрім сюжетних завдань є велика кількість побічних, які необов'язково виконувати.
Бої починаються без завантажень прямо на локації і проходять в реальному часі. Більшість боїв умовно випадкові — сутичка починається при заходженні на визначену зону, наприклад, в куток кімнати, але сюжетні противники заздалегідь видимі. На час битви область, де вона проходить, обмежується, втекти персонаж може бігом до краю поля бою. Зак здатний атакувати мечем, блокувати удари, використовувати Матерію і предмети. Система Digital Mind Wave (DMW) забезпечує прийоми «прориви межі», відомі з оригінальної гри, прикликання істот-помічників та вдосконалення Матерії. В DMW показуються три слоти з портретами раніше зустрінутих персонажів та числами, що пов'язані з характеристиками НР, МР та АР. Портрети постійно змінюються за принципом рулетки і коли випадають два однакових портрети, включається Фаза модулювання (Modulating Phase), яка визначає тип «прориву межі». Наприклад, три портрети Аеріс виліковують Зака. Коли випадає число 777 — Зак підвищує свій рівень, при 222 — Зак отримує нескінченні МР на час бою і так далі.
Знайдена впродовж сюжету чи синтезована субстанція Матерія впливає на характеристики Зака та поділяється на Магічну, Командну, Незалежну і Допоміжну. При цьому одна Матерія може впливати на іншу, а не лише на персонажа.

## Сюжет
Новобранець спецпідрозділу «SOLDIER» Зак Фейр зі своїм наставником Анджелом Гівлі вирушає в країну Вутай для підтримки військ корпорації «Shinra». В ході боїв Анджел губиться разом з елітним бійцем Генезисом Рапсодусом. Від спецагента Цінга Зак довідується, що ті зрадили «Shinra» і перейшли на бік повстанців. Заку та його колезі Сефіроту доручають знайти та вбити перебіжчиків.
Тим часом Генезис при допомозі доктора Голландера створює армію клонованих солдатів для атаки на штаб-квартиру «Shinra». Зак і Сефірот пробиваються до лабораторії, де розкривають, що Голландер посилює клонів клітинами Дженови — інопланетної істоти, що в давнину впала на планету та вважалася знищеною. Сефірот стикається з Генезисом, а Зак переслідує Голландера. Проте Анджел має намір врятувати Голландера, оскільки сам був посилений «Shinra» і страждає від генетичної деградації. Він приголомшує Зака та забирає в нетрі міста Мідґар.
Підозрюючи, що клони скоро вторгнуться в Мідґар, Зак спершу прагне розшукати свою кохану Аеріс. Впевнившись у її безпеці, Зак повертається до штаб-квартири «SOLDIER», коли Генезис починає атаку. Дорогою Зак об'єднується з Анджелом, що бажає не допустити зайвих жертв. Зак і Сефірот захищають штаб-квартиру, тоді як Анджел зникає під час бою з Генезисом.
Зак отримує наказ розшукати Генезиса в містечку Модеохейм. На шляху туди він зустрічає піхотинця Клауда і вони стають друзями. Заку вдається дістатись до Генезиса, котрий вчиняє самогубство, кинувшись у мако-реактор. Дорогою з Модеохейма Зак знаходить Анджела й Голландера. Втомившись від боїв та його поступової деградації, Анджел зливається із власними клонами, перетворюючись на чудовисько, і змушує Зака вбити його. Перед смертю Анджел дарує Заку свій меч.
Поки «Shinra» продовжує гонитву за Голландером, виявляється, що Генезис вижив і продукує клонів. Вони проникають в Мідґар, змушуючи Зака повернутися, щоб захистити Аеріс. Він знаходить дружелюбного клона Анджела якому доручає захищати Аеріс, а сам вирушає з Сефіротом та Клаудом на нове завдання до Нібелхейму. Оглядаючи тамтешній реактор, Сефірот дізнається, що іще до народження був спроєктований як суперсолдат, посилений клітинами Дженови. Генезис вимагає поділитися з ним цими клітинами, проте Сефірот відмовляється. Шокований своїм походженням, Сефірот усамітнюється в маєтку. Та за тиждень він виходить назовні, спалює Нібелхейм, убиваючи всіх його жителів. Вважаючи Дженову своєю справжньою матір'ю, Сефірот вирушає на її пошуки.
Коли Заку не вдається його зупинити, Клауд кидає Сефірота в Лайфстрім (потік життєвої енергії планети) під реактором і непритомніє. Незабаром Зак отримує новини, що «Shinra» приховали факт трагедії в Нібелхеймі, а його з Клаудом тепер розшукують аби вбити як єдиних свідків. Тікаючи, Зак дізнається, що Генезис та Голландер також розшукують Клауда, бо він, як і Сефірот, має клітини Дженови. Заку вдається вбити Голландера та заручитися підтримкою дефективного клона Анджела — Лазарда. Завдяки йому Зак перемагає Генезиса, але повернувшись, виявляє, що Лазарда вбито. Боячись за Аеріс, Зак знаходить її охоронця також убитим. Забравши отруєного мако-енергією Клауда, він прямує до Мідґара, попри напади спецагентів «Турків».
Війська «Shinra» наздоганяють Зака й Клауда біля Мідґара. Ценг і його «Турки» намагаються схопити Зака живим. Тоді він переховує ледь притомного Клауда, а сам виходить на завідомо програшний бій проти цілого загону солдатів. Отямившись, Клауд знаходить Зака смертельно пораненим посеред всіяної трупами ворогів пустки. Перед смертю Зак дарує Клауду свій меч, отриманий раніше від Анджела, та просить передати вітання Аеріс. Попрощавшись із другом, Клауд бреде в Мідґар, де невдовзі приєднається до повстанців. Епілог відтворює опенінг Final Fantasy VII, де Клауд з повстанцями вирушає на завдання проти «Shinra».

## Розробка
Анонс гри відбувся ще в 2004 році на виставці Electronic Entertainment Expo, в інтерв'ю журналу «Famitsu» Тецуя Номура анонсував, що вже до кінця 2006 року повинна буде з'явитися перша демо-версія. На виставці E3 2004 року показали перший рекламний ролик гри. У травні 2007 року Номура і Табата відзначили, що гра готова на 90 %, і залишилося лише доробити сторонні квести. До японського релізу, що відбувся 13 вересня, крім звичайних копій Crisis Core обмеженим тиражем випустили спеціальні набори, в яких до гри додавався дизайнерський варіант консолі PSP Slim and Lite — на її зворотній стороні була поміщена емблема, присвячена десятиріччю сьомий частини Final Fantasy. Емблему розробив сам Номура, а тираж таких наборів склав символічні 77777 штук. У перший тиждень продажів було реалізовано 350 тисяч екземплярів гри, до серпня 2008 року продажі склали 790 000 копій.
Саундтрек гри, написаний композитором Такехарою Ісімото, вийшов на двох дисках 10 жовтня 2007 і містив 55 композицій, деякі з яких записувалися за участю симфонічного оркестру під керівництвом Кадзухіко Тоями. Крім того, трекліст містить ремікси на мелодії з оригінальної сьомий частини, написані композитором Нобуо Уемацу, а також з аніме «Last Order: Final Fantasy VII», спочатку створені самим Ісімото.